# Heterosyt

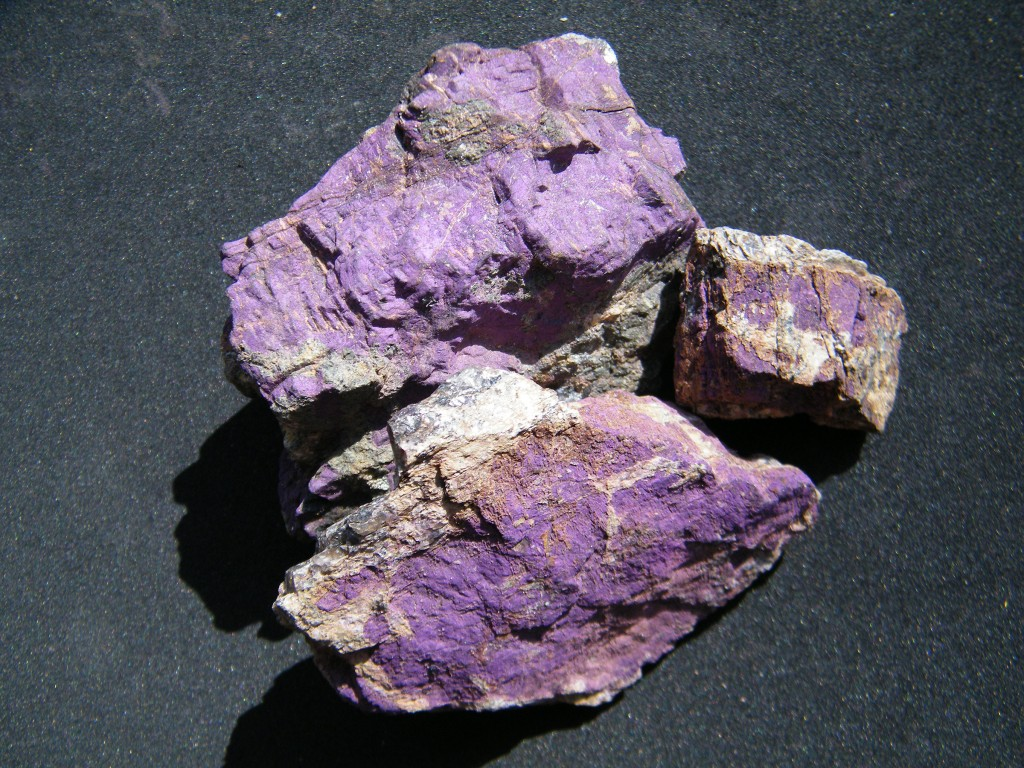
Heterosyt i tryfilin, USA, Dakota Południowa

Heterosyt (ang. heterosite)  – minerał z klasy fosforanów bezwodnych. Nazwa nadana w 1826 przez François Alluaud pochodzi od greckiego słowa έτερος – inny, co prawdopodobnie nawiązuje do próbki minerału będącego kolejnym nowym minerałem zawierającym żelazo i mangan z tej lokalizacji.

## Właściwości
Tworzy ciągły szereg izomorficzny z purpurytem (Mn3+,Fe3+)4PO4). Heterosyt występuje w skupieniach zbitych lub drobnoziarnistych. Przyjmuje barwę ciemnopurpurową, głębokiego różu, czerwono purpurową, rysa jasnopurpurowa. Przeświecający do nieprzezroczystego.

## Występowanie
Jest minerałem wtórnym do utleniania minerałów zawierających żelazo i mangan, zwykle lithiofilitu i tryfilinu z jednoczesnym ługowaniem litu.